# さとうわきこ
さとう わきこ（本名：佐藤和貴子、武井和喜子、1935年1月28日 - 2024年3月28日）は、日本の絵本作家。東京市品川区大井町生まれ、練馬区東大泉町育ち。
児童出版美術家連盟所属、子どもの文化研究所所員、岡谷市小さな絵本美術館主宰。

## 経歴
東京学芸大学附属大泉小学校、附属中学校を経て、東京都立大泉高校に進学。高校では美術部に所属し、美術大学への進学を希望していたものの家計の問題で叶わず、映画会社の東宝に就職。しかし、腎臓結核にかかり2年間療養生活に入る。
その後働きながら、高校美術部の顧問の恩師であった東京教育大学美術学科教授の高橋正人にデザインを学び、デザイン会社に就職。寺村輝夫と知り合って、挿絵画家としてデビュー。堀尾青史が主宰する童話研究会に所属し、童話の執筆をして福音館書店の雑誌『母の友』に投稿、1968年9月には松島わき子の筆名で「てんぐのきせる」が掲載される。
1970年発表の『せんたくかあちゃん』、1977年発表の『ばばばあちゃん』がロングセラーとなる。1990年、小さな絵本美術館を創設。
2024年3月28日に、大動脈解離のため長野県諏訪市の病院で死去。89歳没。
同年7月13日より諏訪郡原村にある小さな絵本美術館・八ヶ岳館にて「星をみつめて　おもいだす　追悼 さとうわきこ展」が開催。

## 主な作品
福音館書店
- 『せんたくかあちゃん』(1982年)ISBN 978-4834008975　初出「母の友」1970年8月、「こどものとも」1978年8月
- 『おつかい』(1993年)ISBN 978-4834011739
- 「ばばばあちゃん」シリーズ[14] - 『あめふり―ばばばあちゃんのおはなし』（1987年）ISBN 978-4834003307、『ばばばあちゃんの かんてんりょうり』（2008年）. NCID BA84354531など

ポプラ社
- 『ねえ、おきて！』（1975年）ISBN 978-4591004753
- 『とりかえっこ』 (1978年）ISBN 978-4591005187　絵:二俣英五郎、第1回絵本にっぽん賞

偕成社
- 『ちいさいねずみ』（1980年）ISBN 978-4033301105